# Resolutie 560 Veiligheidsraad Verenigde Naties
Resolutie 560 van de Veiligheidsraad van de Verenigde Naties was de eerste VN-Veiligheidsraadsresolutie van 1985, en werd op 12 maart van dat jaar unaniem goedgekeurd.

## Achtergrond
Na de Tweede Wereldoorlog werd in Zuid-Afrika het apartheidssysteem ingevoerd, waarbij blank en zwart volledig van elkaar gescheiden moesten leven maar die eersten wel bevoordeeld werden. Het ANC, waarvan ook Nelson Mandela lid was, was fel tegen dit systeem. Ook in de rest van de wereld werd het afgekeurd wat onder meer tot sancties tegen Zuid-Afrika leidde. Tegenstanders van de apartheid werden op basis van de apartheidswetten streng gestraft.

## Inhoud
De Veiligheidsraad:
- Herinnert aan de resoluties 473, 554 en 556 die een einde eisten aan de verhuizing van de inheemse Afrikanen.
- Is diep bezorgd over de verergering van de situatie door het doden van weerloze tegenstanders van apartheid.
- Is erg bezorgd over de willekeurige arrestatie van leden van organisaties tegen het apartheidsregime.
- Is diep bezorgd over de beschuldiging van hoogverraad tegen tegenstanders van apartheid vanwege hun deelname aan de geweldloze campagne voor een verenigd niet-raciaal en democratisch Zuid-Afrika.
- Bewust dat de repressie en beschuldigingen bedoeld zijn om het racistische minderheidsregime te verstevigen.
- Bezorgd dat repressie een mogelijke vreedzame oplossing ondermijnt.
- Bezorgd over de verhuizing van een half miljoen inheemse Afrikanen die zo net als miljoenen anderen overgelaten worden aan werkloosheid en hongersnood.
- Verontwaardigd dat de thuislandenpolitiek ook bedoeld is om interne conflicten uit te lokken.

1. Veroordeelt het regime in Pretoria voor het doden van weerloze Afrikanen die betogen tegen hun gedwongen verhuizing.
2. Veroordeelt de willekeurige arrestaties van tegenstanders van apartheid.
3. Roept het regime in Pretoria op alle politiek gevangenen, waaronder Nelson Mandela en andere zwarte leiders, onmiddellijk en onvoorwaardelijk vrij te laten en met hen in gesprek te treden over de toekomst van het land.
4. Roept het regime in Pretoria ook op alle beschuldigingen van hoogverraad in te trekken.
5. Prijst het massale verzet van de onderdrukten in Zuid-Afrika en herbevestigt de wettigheid van hun strijd voor een verenigd niet-raciaal en democratisch Zuid-Afrika.
6. Vraagt de secretaris-generaal te rapporteren over de uitvoering van deze resolutie.
7. Besluit om op de hoogte te blijven.

## Verwante resoluties
- Resolutie 556 Veiligheidsraad Verenigde Naties
- Resolutie 558 Veiligheidsraad Verenigde Naties
- Resolutie 566 Veiligheidsraad Verenigde Naties
- Resolutie 567 Veiligheidsraad Verenigde Naties

Lijst ·  560 ·  561 ·  562 ·  563 ·  564 ·  565 ·  566 ·  567 ·  568 ·  569 ·  570 ·  571 ·  572 ·  573 ·  574 ·  575 ·  576 ·  577 ·  578 ·  579 ·  580